# Moteba Mohamed
Moteba Mbumba, född 1 oktober 1990, är en svensk friidrottare (trestegshoppare) tävlande för Hässelby SK. Han vann SM-guld i tresteg inomhus år 2017. Han bytte efternamn från Mohamed till Mbumba år 2017.

## Personliga rekord
| Utomhus - Längdhopp – 6,74 (Göteborg 28 juni 2014) - Tresteg – 15,96 (Stockholm 8 september 2013) | Inomhus - 60 meter – 7,58 (Göteborg 12 mars 2016) - 1 000 meter – 3:13,43 (Göteborg 13 mars 2016) - 60 meter häck – 9,73 (Göteborg 13 mars 2016) - Höjdhopp – 1,73 (Göteborg 12 mars 2016) - Stavhopp – 2,84 (Göteborg 13 mars 2016) - Längdhopp – 6,77 (Sätra 19 februari 2011) - Tresteg – 15,93 (Växjö 19 januari 2013) - Kulstötning – 10,80 (Göteborg 12 mars 2016) - Sjukamp – 3 987 (Göteborg 13 mars 2016) |